# Modi
Ime boga Modija iz nordijske mitologije dolazi od staronordijskog Móði. Pripada rodu Asa. Otac mu je bog Tor, djed vrhovni bog Odin, majka je najvjerojatnije Sif. Ima polubrata Magnija i polusestru Trud kojima je majka divica Jarnsax te polubrata Ulla po majci.  No izvori o ovoj božanskoj obitelji nisu jednoznačni.
Njegovo ime vjerojatno znači ljutiti.
Modi će, zajedno s Magnijem, živjeti i nakon Ragnaroka, a njih će dvojica naslijediti i očev čudesni malj Mjollnir. 
| (Vafþrúðnismál, 51)       | (Vafþrúðnismál, 51)      |
| ------------------------- | ------------------------ |
| Víðarr ok Váli            | Vidar i Vali             |
| byggia vé goða            | grade svetište gordo     |
| þá er sortnar Surta logi, | kad ugasne Surtov oganj; |
| Móði ok Magni             | Modi i Magni             |
| skulo Miölni hafa         | dobit će Mjollnir        |
| Vingnis at vígþroti.      | Vignirov okončavši boj.  |
|                           | (prevela Dora Maček)     |